# Suicide Season
Suicide Season is het tweede studioalbum van de Britse metalband Bring Me the Horizon. Het album werd op 29 september 2008 uitgebracht via Visible Noise in Europa en op 18 november 2008 in de Verenigde Staten via Epitaph

## Nummers
Alle teksten zijn geschreven door Oliver Sykes, alle muziek is geschreven door Bring Me the Horizon (Oliver Sykes, Matt Nicholls, Curtis Ward, Matt Kean, Lee Malia).
| 1.                 | The Comedown                                                                           | 4:09 |
| 2.                 | Chelsea Smile                                                                          | 5:02 |
| 3.                 | It Was Written in Blood                                                                | 4:02 |
| 4.                 | Death Breath                                                                           | 4:20 |
| 5.                 | Football Season Is Over (featuring JJ Peters of Deez Nuts)                             | 1:55 |
| 6.                 | Sleep with One Eye Open                                                                | 4:16 |
| 7.                 | Diamonds Aren't Forever                                                                | 3:48 |
| 8.                 | The Sadness Will Never End (featuring Sam Carter of Architects)                        | 5:22 |
| 9.                 | No Need for Introductions, I've Read About Girls Like You on the Backs of Toilet Doors | 0:59 |
| 10.                | Suicide Season                                                                         | 8:17 |
| Totale duur: 42:10 |                                                                                        |      |

| 1.                   | The Comedown (Robotsonics remix)                                                                           | 5:17 |
| 2.                   | Chelsea Smile (KC Blitz remix)                                                                             | 4:12 |
| 3.                   | It Was Written in Blood (L'Amour La Morgue remix)                                                          | 4:57 |
| 4.                   | Death Breath (Toxic Avenger remix)                                                                         | 4:33 |
| 5.                   | Football Season Is Over (After the Night remix)                                                            | 3:56 |
| 6.                   | Sleep with One Eye Open (Tek-One remix)                                                                    | 4:41 |
| 7.                   | Diamonds Aren't Forever (I Haunt Wizards remix)                                                            | 3:54 |
| 8.                   | The Sadness Will Never End (Skrillex remix)                                                                | 6:02 |
| 9.                   | No Need for Introductions, I've Read About Girls Like You on the Backs of Toilet Doors (Ben Weinman remix) | 2:45 |
| 10.                  | Suicide Season (The Secret Handshake remix)                                                                | 2:55 |
| 11.                  | Football Season Is Over (Utah Saints remix)                                                                | 5:02 |
| 12.                  | Sleep with One Eye Open (Shawn "Clown" Crahan remix)                                                       | 5:54 |
| 13.                  | Chelsea Smile (Travis McCoy remix)                                                                         | 3:42 |
| 14.                  | Suicide Season (Outcry Collective remix)                                                                   | 5:05 |
| Totale duur: 1:02:55 | |      |

| Nr. | Titel                                    | Duur |
| --- | ---------------------------------------- | ---- |
| 1.  | Live in Mexico City (concert)            |      |
| 2.  | Live in Siberia (concert)                |      |
| 3.  | The Comedown (music video)               | 4:35 |
| 4.  | Chelsea Smile (music video)              | 4:13 |
| 5.  | Diamonds Aren't Forever (music video)    | 3:59 |
| 6.  | The Sadness Will Never End (music video) | 4:42 |